# 多伯爾勒烏鄉
45°44′N 25°53′E / 45.733°N 25.883°E
多伯爾勒烏鄉（羅馬尼亞語：Comuna Dobârlău, Covasna），是羅馬尼亞的鄉份，位於該國中部，由科瓦斯納縣負責管轄，面積50平方公里，海拔高度574米，2007年人口2,243，人口密度每平方公里45人。